# Генерал војске САД
Генерал војске (енгл. General of the Armies) или Генерал војске Сједињених Америчких Држава (енгл. General of the Armies of the United States) је највиши војни чин у Оружаним снагама Сједињених Америчких Држава. Чин је виши од највишег активног ратног чина генерала армије. Тренутно је неактиван од 1948. године.
Само три човека су унапређена у овај чин, један за живота а друга два постхумно то су:
- Џон Першинг је унапређен у чин 1919. године за заслуге у Првом светском рату.
- Џорџ Вашингтон је именован постхумно 1976. током Америчке прославе двестогодишњице од оснивања Сједињених Америчких Држава.[1]
- Улисис Грант је именован постухмно 2024.[2]

Даглас Макартур је предлаган за унапређење у овај чин, за време и после Другог светског рата. Омар Бредли је постхумно предлаган за унапређење. Оба предлога никад нису реализована.
Овај војни чин је Америчкој војсци виши у односу на генерала армије, генерала ваздухопловства и адмирала флоте а једнак је чину адмирала морнарице. Именовање генерала Першинга је значило његово уздизање до ранга заменика врховног команданта у овом случају одмах испод председника. Еквивалент овом чину је чин генералисимуса.

## Табела рангирања чинова генерала у САД
|  | Генерал војске САД  |
|  | Генерал армије      |
|  | Генерал             |
|  | Генерал-потпуковник |
|  | Генерал-мајор       |
|  | Бригадни генерал    |